# Élections législatives de 1978 en Charente-Maritime
Les élections législatives françaises de 1978 se déroulent les 12 et 19 mars 1978. Dans le département de la Charente-Maritime, cinq députés sont à élire dans le cadre de cinq circonscriptions.

## Élus
| Circonscription                                 | Député sortant                                      | Parti | Parti | Député élu ou réélu    | Parti | Parti         |
| ----------------------------------------------- | --------------------------------------------------- | ----- | ----- | ---------------------- | ----- | ------------- |
| 1re                                             | Michel Crépeau                                      |       | MRG   | Michel Crépeau         |       | MRG           |
| 2e                                              | Jean-Guy Branger suppléant d'Albert Bignon*, décédé |       | RPR   | Jean-Guy Branger       |       | Divers droite |
| 3e                                              | André Brugerolle*                                   |       | CDS   | Roland Beix            |       | PS            |
| 4e                                              | Louis Joanne                                        |       | RI    | Philippe Marchand      |       | PS            |
| 5e                                              | Jean-Noël de Lipkowski                              |       | RPR   | Jean-Noël de Lipkowski |       | RPR           |
| * député sortant ne se représentant pas en 1978 |                                                     |       |       |                        |       |               |

## Résultats

### Résultats à l'échelle du département
| Parti                 | Parti                              | Premier tour | Premier tour | Second tour | Second tour | Sièges |
| Parti                 | Parti                              | Voix         | %            | Voix        | %           | Sièges |
| --------------------- | ---------------------------------- | ------------ | ------------ | ----------- | ----------- | ------ |
|                       | Parti communiste français          | 53 753       | 19,22        | 28 095      | 9,69        | 0      |
|                       | Parti socialiste                   | 40 045       | 14,32        | 75 757      | 26,13       | 2      |
|                       | Mouvement des radicaux de gauche   | 39 013       | 13,95        | 43 025      | 14,84       | 1      |
|                       | Union de la gauche                 | 132 811      | 47,50        | 146 877     | 50,66       | 3      |
|                       |                                    |              |              |             |             |        |
|                       | Rassemblement pour la République   | 63 976       | 22,88        | 89 234      | 30,78       | 1      |
|                       | Union pour la démocratie française | 54 956       | 19,65        | 31 302      | 10,80       | 0      |
|                       | Divers droite                      | 10 145       | 3,63         | 22 511      | 7,76        | 1      |
|                       | Parti socialiste démocrate         | 3 169        | 1,13         |             |             | 0      |
|                       | Majorité présidentielle            | 132 246      | 47,29        | 143 047     | 49,34       | 2      |
|                       |                                    |              |              |             |             |        |
|                       | Lutte ouvrière                     | 5 469        | 1,96         |             |             | 0      |
|                       | Divers écologiste                  | 3 147        | 1,13         | 0           |             |        |
|                       | Parti socialiste unifié (FA)       | 2 067        | 0,74         | 0           |             |        |
|                       | Divers gauche                      | 1 635        | 0,58         | 0           |             |        |
|                       | Extrême droite                     | 1 060        | 0,38         | 0           |             |        |
|                       | Mouvement des démocrates           | 862          | 0,31         | 0           |             |        |
|                       | Ligue communiste révolutionnaire   | 323          | 0,12         | 0           |             |        |
|                       |                                    |              |              |             |             |        |
| Inscrits              | Inscrits                           | 351 783      | 100,00       | 351 723     | 100,00      | 5      |
| Abstentions           | Abstentions                        | 66 020       | 18,77        | 55 047      | 15,65       |        |
| Votants               | Votants                            | 285 763      | 81,23        | 296 676     | 84,35       |        |
| Blancs et nuls        | Blancs et nuls                     | 6 143        | 2,15         | 6 752       | 2,28        |        |
| Exprimés              | Exprimés                           | 279 620      | 97,85        | 289 924     | 97,72       |        |
| Source : Data.gouv.fr |                                    |              |              |             |             |        |

### Résultats par circonscription

#### Première circonscription (La Rochelle)
| Candidat                    | Candidat               | Parti          | Premier tour | Premier tour | Second tour | Second tour |  |
| Candidat                    | Candidat               | Parti          | Voix         | %            | Voix        | %           |  |
| --------------------------- | ---------------------- | -------------- | ------------ | ------------ | ----------- | ----------- |  |
|                             | Michel Crépeau élu     | MRG (PS)       | 26 575       | 36,54        | 43 025      | 57,78       |  |
|                             | Jean Harel             | RPR            | 15 086       | 20,74        | 31 434      | 42,22       |  |
|                             | Léon Belly             | PCF            | 14 221       | 19,55        | Retrait     | Retrait     |  |
|                             | Lucette Lacouture      | UDF (PR)       | 12 756       | 17,54        | Retrait     | Retrait     |  |
|                             | Dominique Mouhé        | PSD            | 1 128        | 1,55         |             |             |  |
|                             | Jacqueline Coq         | PSU (FA)       | 961          | 1,32         |             |             |  |
|                             | Patrick Ribot          | LO             | 797          | 1,10         |             |             |  |
|                             | A. Dugé de Bernonville | Divers gauche  | 558          | 0,77         |             |             |  |
|                             | Michel Bey             | UOPDP          | 326          | 0,44         |             |             |  |
|                             | J.P.Gardre             | LCR            | 323          | 0,44         |             |             |  |
|                             |                        |                |              |              |             |             |  |
| Inscrits                    | Inscrits               | Inscrits       | 92 143       | 100,00       | 92 116      | 100,00      |  |
| Abstentions                 | Abstentions            | Abstentions    | 18 030       | 19,57        | 15 565      | 16,9        |  |
| Votants                     | Votants                | Votants        | 74 113       | 80,43        | 76 551      | 83,1        |  |
| Blancs et nuls              | Blancs et nuls         | Blancs et nuls | 1 382        | 1,86         | 2 092       | 2,73        |  |
| Exprimés                    | Exprimés               | Exprimés       | 72 731       | 98,14        | 74 459      | 97,27       |  |
| Source : CEVIPOF et Gallica |                        |                |              |              |             |             |  |

#### Deuxième circonscription (Rochefort)
| Candidat                    | Candidat                       | Parti                      | Premier tour | Premier tour | Second tour | Second tour |  |
| Candidat                    | Candidat                       | Parti                      | Voix         | %            | Voix        | %           |  |
| --------------------------- | ------------------------------ | -------------------------- | ------------ | ------------ | ----------- | ----------- |  |
|                             | Michel Fort                    | PS (MRG)                   | 9 386        | 23,31        | 19 370      | 46,25       |  |
|                             | Jean-Guy Branger sortant réélu | diss. RPR                  | 8 368        | 20,78        | 22 511      | 53,75       |  |
|                             | Gérard Moreau                  | PCF                        | 7 354        | 18,26        | Retrait     | Retrait     |  |
|                             | Bernard Rideau                 | UDF (PR)                   | 6 187        | 15,37        |             |             |  |
|                             | François Heilbronner           | RPR                        | 5 738        | 14,25        |             |             |  |
|                             | Jean Morin                     | Divers droite (Maj. prés.) | 1 777        | 4,41         |             |             |  |
|                             | Marie-Hélène Marmisse          | LO                         | 738          | 1,83         |             |             |  |
|                             | Marie-Hélène Pillet            | PSU (FA)                   | 503          | 1,25         |             |             |  |
|                             | Maurice Gieulles               | Divers gauche              | 215          | 0,53         |             |             |  |
|                             |                                |                            |              |              |             |             |  |
| Inscrits                    | Inscrits                       | Inscrits                   | 50 266       | 100,00       | 50 250      | 100,00      |  |
| Abstentions                 | Abstentions                    | Abstentions                | 9 259        | 18,42        | 7 741       | 15,4        |  |
| Votants                     | Votants                        | Votants                    | 41 007       | 81,58        | 42 509      | 84,6        |  |
| Blancs et nuls              | Blancs et nuls                 | Blancs et nuls             | 741          | 1,81         | 628         | 1,48        |  |
| Exprimés                    | Exprimés                       | Exprimés                   | 40 266       | 98,19        | 41 881      | 98,52       |  |
| Source : CEVIPOF et Gallica |                                |                            |              |              |             |             |  |

#### Troisième circonscription (Saint-Jean-d'Angély)
| Candidat                    | Candidat            | Parti           | Premier tour | Premier tour | Second tour | Second tour |  |
| Candidat                    | Candidat            | Parti           | Voix         | %            | Voix        | %           |  |
| --------------------------- | ------------------- | --------------- | ------------ | ------------ | ----------- | ----------- |  |
|                             | Ivan Chanu de Limur | RPR (CDS, CNIP) | 16 091       | 38,95        | 20 764      | 47,86       |  |
|                             | Roland Beix élu     | PS (MRG)        | 12 562       | 30,41        | 22 625      | 52,14       |  |
|                             | Jean Aigle Boucher  | PCF             | 7 755        | 18,77        | Retrait     | Retrait     |  |
|                             | Roland Soleau       | UDF (PR)        | 2 790        | 6,75         |             |             |  |
|                             | Annick Cottereau    | LO              | 1 329        | 3,22         |             |             |  |
|                             | Roger Machefer      | PSD             | 788          | 1,91         |             |             |  |
|                             |                     |                 |              |              |             |             |  |
| Inscrits                    | Inscrits            | Inscrits        | 51 452       | 100,00       | 51 450      | 100,00      |  |
| Abstentions                 | Abstentions         | Abstentions     | 9 175        | 17,83        | 7 334       | 14,25       |  |
| Votants                     | Votants             | Votants         | 42 277       | 82,17        | 44 116      | 85,75       |  |
| Blancs et nuls              | Blancs et nuls      | Blancs et nuls  | 962          | 2,28         | 727         | 1,65        |  |
| Exprimés                    | Exprimés            | Exprimés        | 41 315       | 97,72        | 43 389      | 98,35       |  |
| Source : CEVIPOF et Gallica |                     |                 |              |              |             |             |  |

#### Quatrième circonscription (Saintes)
| Candidat                    | Candidat              | Parti          | Premier tour | Premier tour | Second tour | Second tour |  |
| Candidat                    | Candidat              | Parti          | Voix         | %            | Voix        | %           |  |
| --------------------------- | --------------------- | -------------- | ------------ | ------------ | ----------- | ----------- |  |
|                             | Louis Joanne sortant  | UDF (PR)       | 20 600       | 33,56        | 31 302      | 48,11       |  |
|                             | Philippe Marchand élu | PS (MRG)       | 18 097       | 29,48        | 33 762      | 51,89       |  |
|                             | Jean Cartais          | PCF            | 10 829       | 17,64        | Retrait     | Retrait     |  |
|                             | Jacques Fayol         | RPR            | 6 534        | 10,64        |             |             |  |
|                             | Christine Egasse      | LO             | 1 545        | 2,52         |             |             |  |
|                             | Nicole Desfourneaux   | PSD            | 1 253        | 2,04         |             |             |  |
|                             | Roger Palmieri        | FN             | 1 060        | 1,73         |             |             |  |
|                             | Michèle Degorce       | MDD            | 862          | 1,40         |             |             |  |
|                             | Jean Mesnières        | CCA            | 603          | 0,98         |             |             |  |
|                             |                       |                |              |              |             |             |  |
| Inscrits                    | Inscrits              | Inscrits       | 77 479       | 100,00       | 77 486      | 100,00      |  |
| Abstentions                 | Abstentions           | Abstentions    | 14 376       | 18,55        | 11 330      | 14,62       |  |
| Votants                     | Votants               | Votants        | 63 103       | 81,45        | 66 156      | 85,38       |  |
| Blancs et nuls              | Blancs et nuls        | Blancs et nuls | 1 720        | 2,73         | 1 092       | 1,65        |  |
| Exprimés                    | Exprimés              | Exprimés       | 61 383       | 97,27        | 65 064      | 98,35       |  |
| Source : CEVIPOF et Gallica |                       |                |              |              |             |             |  |

#### Cinquième circonscription (Royan)
| Candidat                    | Candidat                             | Parti          | Premier tour | Premier tour | Second tour | Second tour |  |
| Candidat                    | Candidat                             | Parti          | Voix         | %            | Voix        | %           |  |
| --------------------------- | ------------------------------------ | -------------- | ------------ | ------------ | ----------- | ----------- |  |
|                             | Jean-Noël de Lipkowski sortant réélu | RPR            | 20 527       | 32,11        | 37 036      | 56,86       |  |
|                             | Jean Papeau                          | PCF            | 13 594       | 21,27        | 28 095      | 43,14       |  |
|                             | Dominique Bussereau                  | UDF (PR)       | 12 623       | 19,75        | Retrait     | Retrait     |  |
|                             | Christian Mandin                     | MRG (PS)       | 12 438       | 19,46        | Retrait     | Retrait     |  |
|                             | Isabelle Forst                       | Écologie 78    | 2 821        | 4,41         |             |             |  |
|                             | Gisèle Pernin                        | LO             | 1 060        | 1,66         |             |             |  |
|                             | Pierre-Gérard Dupuy                  | Divers gauche  | 862          | 1,35         |             |             |  |
|                             |                                      |                |              |              |             |             |  |
| Inscrits                    | Inscrits                             | Inscrits       | 80 443       | 100,00       | 80 421      | 100,00      |  |
| Abstentions                 | Abstentions                          | Abstentions    | 15 180       | 18,87        | 13 077      | 16,26       |  |
| Votants                     | Votants                              | Votants        | 65 263       | 81,13        | 67 344      | 83,74       |  |
| Blancs et nuls              | Blancs et nuls                       | Blancs et nuls | 1 338        | 2,05         | 2 213       | 3,29        |  |
| Exprimés                    | Exprimés                             | Exprimés       | 63 925       | 97,95        | 65 131      | 96,71       |  |
| Source : CEVIPOF et Gallica |                                      |                |              |              |             |             |  |